# Милейко, Владислав Айкович
Владисла́в А́йкович Миле́йко (род. 3 августа 1987, Новосибирск) — российский молекулярный биолог. Победитель Всероссийского молодёжного инновационного конвента, лауреат Зворыкинской премии. Сооснователь и генеральный директор Центра молекулярной онкологии «Онкодиагностика Атлас» («ОнкоАтлас»).

## Биография
Владислав вырос в Новосибирске, в семье врачей. В школьные годы несколько раз становился лауреатом Всероссийской олимпиады по биологии, что позволило поступить в университет без экзаменов.
В 2004 году Владислав поступил на биологическое отделение факультета естественных наук НГУ. На третьем курсе обучения Владислав поступил на работу Институт химической биологии и фундаментальной медицины СО РАН.
В 2008 году основал первую в Сибири и на Дальнем Востоке частную компанию по установлению родства при помощи анализа ДНК. За 2 года работы она стала лидером регионального рынка в области подобных исследований. С 2008 по 2010 год более 500 клиентов воспользовались услугами компании.
В 2009 году Владислав Милейко окончил НГУ и поступил в аспирантуру Института химической биологии и фундаментальной медицины. Работая в Группе клеточной биологии под руководством Павла Петровича Лактионова, занимался изучением внеклеточной ДНК. В 2010 году присоединился к проекту по разработке ранней диагностики рака на основе циркулирующей ДНК крови. Помимо научной работы активно занимался привлечением инвестиций в проект по коммерциализации нового метода.
В течение 2010 года Владислав принял участие в первом конкурсе «Лаврентьевский прорыв», по итогам которого его проект метода ранней неинвазивной диагностики рака молочной железы был выдвинут на II Международный молодёжный инновационный форум Interra — сибирский окружной этап Всероссийского молодёжного инновационного конвента.

Милейко — не вполне типичный научный сотрудник… Он сразу проявил интерес к тому, как сделать настоящий, конкурентоспособный продукт… Одно дело — НИР, научно-исследовательские, а другое дело — ОКР, опытно-конструкторские работы… Если ученый за это берется — кончается его научная карьера. Тут нужна другая голова, другой опыт жизни и другие цели в ней. Людей, которые цепко берутся за дело, очень мало, и Владислав — как раз тот редкий случай, когда специалист не просто хочет получить новое знание, но сделать дело, настоящую вещь. Он не боится испытаний, разрешительной системы, это ему не противно. Все хорошо понимает, видит цель, умеет оперировать цифрами. Мы будем ему помогать всем, чем сможем.
— академик В. В. Власов, 2010
В сентябре 2010 года проект Владислава Милейко «BrEp-тест. Высокоточный метод ранней диагностики рака молочной железы» одержал победу и на форуме Interra, в номинации «Лучшая идея».

### Премии, награды, гранты
В декабре 2010 года Владислав Милейко стал одним из победителей Всероссийского молодёжного инновационного конвента. В номинации «Инновационная идея» его проект «Высокоточный метод ранней неинвазивной диагностики рака молочной железы» выиграл Зворыкинскую премию. Владислав получил премию (1 миллион рублей) из рук президента России Дмитрия Медведева на церемонии, состоявшейся в Московской школе управления «Сколково».

Первые инвестиции в свой проект я получил денежной «котлетой» на Зворыкинской премии. Ровно миллион рублей наличными — пачка купюр, толщиной 20 см. Помню, как распихал деньги по карманам, шел по ночной Москве и, конечно, очень нервничал. Эти деньги, которые, спасибо судьбе, удалось донести до дома, нужны были моей команде для развития нашей технологии ранней диагностики рака груди.
— Владислав Милейко
В конце 2010 года Владислав продал свою фирму по установлению родственных связей при помощи ДНК и предложил научному руководителю продолжить исследования. Полученная премия и резонанс, который она произвела, помогли наладить связи со многими ведущими специалистами и организациями. Например, с ведущим новосибирским онкологом Юрием Эммануиловичем Наровым. Владислав выиграл конкурс, объявленный американским фондом, и смог посетить два университета — в Бостоне и в Калифорнии. Конференции были посвящены в большей степени научному бизнесу, чем собственно науке, и общение с участниками этих форумов оказалось чрезвычайно полезным на старте собственного проекта.
В 2011 году проект получил финансирование от Российской академии наук (3 миллиона рублей) и грант Минздравсоцразвития (5 миллионов рублей). В том же году основанная Владиславом Милейко биотехнологическая R&D компания «ЦСБ Геномика» стала заочным резидентом Сколково. 29 ноября Владислав принял участие во встрече президента России Дмитрия Медведева с молодыми учёными, инноваторами и предпринимателями. Вошёл в число «Самых знаменитых людей Новосибирска» по версии журнала Собака.ru.

### Центр молекулярной онкологии «ОнкоАтлас»
«ЦСБ Геномика» продолжила работу в тесном сотрудничестве с Институтом Химической Биологии и Фундаментальной Медицины СО РАН (Новосибирск). Также были налажены связи с МФТИ (Долгопрудный) и Институтом молекулярной медицины Университета Любека (Германия).
С 2012 по 2014 год Владислав Милейко руководил проектами в области генетики человека, онкологии и регенеративной медицины, а также координировал научно-исследовательские, опытно-конструкторские работы в биофармацевтическом кластере «Северный», координировал создание Центра геномных и клеточных исследований на базе Московского физико-технического института.
С 2014 по 2015 год Владислав Милейко совместно с Фондом инфраструктурных и образовательных программ Роснано занимался организацией и запуском коммерческой NGS-лаборатории (геномного центра ReadSense) в Троицке. Компания занимается ДНК-диагностикой генетических заболеваний. Совместно с Медицинским университетом им. Н. И. Пирогова она разрабатывала образовательную программу для врачей. В конце июня 2015 года был подписан договор о сотрудничестве между ReadSense и индийской компанией Strand Life Sciences, солидным игроком на мировом рынке биоинформатики.
В начале октября 2015 года в компанию «ЦСБ Геномика» инвестировал биомедицинский холдинг «Атлас», один из лидеров в сфере персонализированной медицины на российском рынке, выкупив мажоритарную долю. Сумма сделки не разглашалась, «Атлас» получил 70 % «Геномики», 30 % остались у Владислава Милейко. Войдя в линейку проектов холдинга, «Геномика» сменила название на «Онкодиагностика Атлас» («ОнкоАтлас»). Было объявлено, что новое подразделение холдинга займётся созданием комплексного диагностического сервиса Solo, включающего в себя неинвазивные молекулярные исследования опухоли для подбора индивидуальной терапии, а также информационное сопровождение пациента и лечащего врача. Пилотные исследования проводились в сотрудничестве с РОНЦ им. Блохина, Московской городской онкологической больницей № 62 и геномным центром ReadSense в Троицке.
В сентябре 2016 года венчурный фонд Primer Capital вложил в компанию 5 миллионов рублей. Стали известны подробности разрабатываемого сервиса Solo: биомаркерные исследования (NGS-секвенирование, FISH-анализ, иммуногистохимическое исследование), работа лечащего врача в электронном личном кабинете. Эксперты Primer Capital оценили потенциальный рынок данного продукта в 3 миллиарда рублей.
Под руководством Владислава Милейко были созданы наборы тестов под брендом Solo: «Solo Риск» для расчета рисков развития рака и «Solo Комплекс» — для подбора персональной терапии и определения наследственных онкологических синдромов. В марте 2021 года компания «ОнкоАтлас» вывела на российский рынок первый набор реагентов «Соло-тест ABC» для одновременного выявления мутаций в шести генах в образцах опухолей с помощью NGS-секвенирования. Набор подразумевает проведение анализа 48 образцов. Проведение данных тестов включено в тариф обязательного медицинского страхования.

Я убежден, что об онкологических рисках лучше знать заранее… По сути, рак — такое же хроническое заболевание, как и все остальные.
— Владислав Милейко
По данным СПАРК-Интерфакс, на 2021 год 66,5 % ООО «Онкодиагностика Атлас» владеет ООО «Атлас»; 28,5 % принадлежат Владиславу Милейко; остальными 5 % владеет Primer Capital.
Владислав Милейко является автором более 15 научных публикаций и 5 патентов на изобретения в области онкогенетики и молекулярной диагностики. Спикер международных и российских конференций в области генетики и онкологии.

### Семейное положение
В разводе, имеет дочь.

## Научные работы и публикации
1. Генс Г. П., Саникович В. Д., Милейко В. А., Лебедева А. А. Глиобластома: молекулярно-генетический портрет и современные терапевтические стратегии лекарственного лечения. Успехи молекулярной онкологии. 2021;8(3):60-76.
2. Ivanov M, Ivanov M, Kasianov A, Rozhavskaya E, Musienko S, Baranova A, Mileyko V. Novel bioinformatics quality control metric for next-generation sequencing experiments in the clinical context. Nucleic Acids Res. 2019 Dec 2;47(21): e135. PMID 31511888; PMCID: PMC6868350.
3. Mileyko V, Veselovsky E, Rozhavskaya E, Ignatova E, Kovtun A, Sharova M, Ivanov M. Clinical application of routine comprehensive tumour molecular profiling in the management of cancer patients. Annals of Oncology. 2019. 30, vii29
4. Ivanov M, Chernenko P, Breder V, Laktionov K, Rozhavskaya E, Musienko S, Baranova A, Mileyko V. Utility of cfDNA Fragmentation Patterns in Designing the Liquid Biopsy Profiling Panels to Improve Their Sensitivity. Front Genet. 2019 Mar 12;10:194.
5. Mileyko V, Rozhavskaya E, Veselovsky E, Kovtun A, Ivanov M, Ignatova E. Lessons from the routine tumor molecular profiling in Russia. Annals of Oncology. 2018. 29, vi16
6. Mileyko V, Moiseenko D, Grinchenko A, Rozhavskaya E, Kasianov A. NGS cfDNA data as a basis for the development of qPCR diagnostic systems. Annals of Oncology. 2018. 29, vi2
7. Reznik AO, Ivanov MV, Pivina LM, Ignatova EO, Mileiko VA, Nikogosov DA, Milchakov KS, Kuznetsov IS. [Article in Russian] The questions of genetic diagnostics of oncological diseases in the practice of the family doctor. Guide Of General Practitioner. 2017;616-006.04.
8. Ivanov M, Laktionov K, Breder V, Chernenko P, Novikova E, Telysheva E, Musienko S, Baranova A, Mileyko V. Towards standardization of next-generation sequencing of FFPE samples for clinical oncology: intrinsic obstacles and possible solutions. J Transl Med. 2017 Jan 31;15(1):22.
9. Mileyko V, Ivanov M, Novikova E, Telysheva E, Chernenko P, Breder V, Laktionov K and Baranova A. NGS for precision medicine in non-small cell lung cancer: Challenges and opportunities.//Annals of Oncology.2016
10. Ivanov M, Baranova A, Butler T, Spellman P, Mileyko V. Non-random fragmentation patterns in circulating cell-free DNA reflect epigenetic regulation. BMC Genomics. 2015; 16 Suppl 13:S1
11. Mileyko V, Ivanov M, Novikova E, Telysheva E, Chernenko P, Breder V, Laktionov K, Baranova A. NGS for precision medicine in non-small cell lung cancer: challenges and opportunities. Annals of Oncology. 2012. 27, vi37
12. Klimenko E.S., Zaporozhchenko I.A., Mileyko V.A., Morozkin E.S., Koulintchenko M.V., Laktionov P.P., Konstantinov Yu.M. Human cultured cells are capable to incorporate isolated plant mitochondria loaded with exogenous DNA. // Biopolymers and Cell. 2012. Vol. 28. N 4. P. 310—313
13. Klimenko ES, Mileyko VA, Morozkin ES, Laktionov PP, Konstantinov YM. Investigation of DNA Import and Export in Isolated Mitochondria of Potato (Solanum tuberosum) Using Quantitative PCR Assay. BIOLOGICHESKIE MEMBRANY. 2011. 28 (3), 199—205.
14. Bryzgunova O., Bondar A., Morozkin E., Mileyko V., Vlassov V., Lakionov P. A reliable method to concentrate circulating DNA // Anal. Biochem. 2011. Vol. 408 (2). P.354-356.
15. Ponomaryova A.A., Rykova E.Y., Cherdyntseva N.V., Skvortsova T.E., Cherepanova A.V., Morozkin E.S., Mileiko V.A., Litvjakov N.V., Dobrodeev A.Y., Zav’yalov A.A., Tuzikov S.A., Chikova E.D., Vlassov V.V., Laktionov P.P. Concentration and distribution of Single-copy beta-actin gene and LINE-1 repetitive elements in blood of lung cancer patients.//Circulating Nucleic Acids in Plasma and Serum, Ed. Gahan P. 2011. Part 2. P. 41-46.
16. Morozkin E.S., Loseva E.M., Mileyko V.A., Zadesenets K.S., Rubtsov N.B., Vlassov V.V., Laktionov P.P. Comparative study of extracellular DNA by FISH // Advances in Experimental Medicine and Biology. 2010